# Simsport vid Samväldesspelen 2006
Simningen vid Samväldesspelen 2006 hölls i Melbourne Sports and Aquatic Centre.

## Simning, herrar

### 50 meter ryggsim
| Plats | Simmare            | Land        | Tid    |
| ----- | ------------------ | ----------- | ------ |
|       | Matthew Clay       | England     | 25.04  |
|       | Liam Tancock       | England     | + 0.06 |
|       | Johannes Zandberg  | Sydafrika   | + 0.12 |
| 4     | Matthew Welsh      | Australien  | + 0.30 |
| 5     | Keng Liat Lim      | Malaysia    | + 0.73 |
| 6     | Matthew Rose       | Kanada      | + 1.01 |
|       | Andrew Lauterstein | Australien  | + 1.01 |
| 8     | Scott Talbot       | Nya Zeeland | + 1.29 |

### 100 meter ryggsim
| Plats | Simmare            | Land       | Tid    |
| ----- | ------------------ | ---------- | ------ |
|       | Liam Tancock       | England    | 54.53  |
|       | Matthew Welsh      | Australien | + 0.29 |
|       | Gregor Tait        | Skottland  | + 0.36 |
| 4     | Matthew Clay       | England    | + 0.44 |
| 5     | Gerhard Zandberg   | Sydafrika  | + 0.71 |
| 6     | Andrew Lauterstein | Australien | + 0.79 |
| 7     | George Du Rand     | Sydafrika  | + 1.48 |
| 8     | Nicholas Neckles   | Barbados   | + 1.59 |

### 200 meter ryggsim
| Plats | Simmare          | Land        | Tid     |
| ----- | ---------------- | ----------- | ------- |
|       | Gregor Tait      | Skottland   | 1:58.65 |
|       | Johannes Du Rand | Sydafrika   | + 1.67  |
|       | Cameron Gibson   | Nya Zeeland | + 2.07  |
| 4     | Nicholas Neckles | Barbados    | + 2.60  |
| 5     | Desmond Strelzow | Kanada      | + 2.78  |
| 6     | Thomas Haffield  | Wales       | + 5.06  |
| 7     | Ian Powell       | Guernsey    | + 8.65  |
| 8     | David Dunford    | Kenya       | + 10.06 |

### 50 meter bröstsim
| Plats | Simmare            | Land       | Tid    |
| ----- | ------------------ | ---------- | ------ |
|       | Christopher Cook   | England    | 28.01  |
|       | Darren Mew         | England    | + 0.06 |
|       | Brenton Rickard    | Australien | + 0.13 |
| 4     | James Gibson       | England    | + 0.17 |
| 5     | Scott Dickens      | Kanada     | + 0.33 |
| 6     | Christian Sprenger | Australien | + 0.61 |
| 7     | Ross Clark         | Skottland  | + 0.92 |
| 8     | Christopher Jones  | Skottland  | + 1.18 |

### 100 meter bröstsim
| Plats | Simmare              | Land       | Tid     |
| ----- | -------------------- | ---------- | ------- |
|       | Christopher Cook     | England    | 1:00.98 |
|       | James Gibson         | England    | + 0.12  |
|       | Brenton Rickard      | Australien | + 0.19  |
| 4     | Darren Mew           | England    | + 0.25  |
| 5     | Scott Dickens        | Kanada     | + 0.53  |
| 6     | Christian Sprenger   | Australien | + 1.01  |
| 7     | Michael Brown        | Kanada     | + 1.29  |
| 8     | Kristopher Gilchrist | Skottland  | + 1.45  |

### 200 meter bröstsim
| Plats | Simmare              | Land       | Tid     |
| ----- | -------------------- | ---------- | ------- |
|       | Michael Brown        | Kanada     | 2:12.23 |
|       | Brenton Rickard      | Australien | + 0.01  |
|       | Jim Piper            | Australien | + 0.03  |
| 4     | Kristopher Gilchrist | Skottland  | + 0.56  |
| 5     | Andrew Bree          | Nordirland | + 1.95  |
| 6     | Neil Versfeld        | Sydafrika  | + 2.56  |
| 7     | Mathieu Bois         | Kanada     | + 5.07  |
| 8     | Christian Sprenger   | Australien | + 6.86  |

### 50 meter fjärilsim
| Plats | Simmare         | Land             | Tid    |
| ----- | --------------- | ---------------- | ------ |
|       | Roland Schoeman | Sydafrika        | 23.34  |
|       | Matthew Welsh   | Australien       | + 0.29 |
|       | Michael Klim    | Australien       | + 0.40 |
| 4     | Thomas Kindler  | Kanada           | + 0.66 |
| 5     | Ryan Pini       | Papua Nya Guinea | + 0.67 |
| 6     | Todd Cooper     | Skottland        | + 0.71 |
| 7     | Matthew Clay    | England          | + 0.87 |
| 8     | Matthew Targett | Australien       | Diskw. |

### 100 meter fjärilsim
| Plats | Simmare          | Land             | Tid    |
| ----- | ---------------- | ---------------- | ------ |
|       | Ryan Pini        | Papua Nya Guinea | 52.64  |
|       | Michael Klim     | Australien       | + 0.06 |
|       | Moss Burmester   | Nya Zeeland      | + 0.09 |
| 4     | Corney Swanepoel | Nya Zeeland      | + 0.50 |
| 5     | Adam Pine        | Australien       | + 0.61 |
| 6     | Todd Cooper      | Skottland        | + 0.67 |
| 7     | Matthew Bowe     | England          | + 1.00 |
| 8     | Thomas Kindler   | Kanada           | + 1.54 |

### 200 meter fjärilsim
| Plats | Simmare          | Land        | Tid     |
| ----- | ---------------- | ----------- | ------- |
|       | Moss Burmester   | Nya Zeeland | 1:56.64 |
|       | Travis Nederpelt | Australien  | + 0.62  |
|       | Joshua Krogh     | Australien  | + 2.54  |
| 4     | Jeremy Knowles   | Bahamas     | + 2.73  |
| 5     | Andrew McMillan  | Nya Zeeland | + 3.97  |
| 6     | Matthew Bowe     | England     | + 3.98  |
| 7     | Andrew Richards  | Australien  | + 5.00  |
| 8     | Ian Powell       | Guernsey    | + 5.47  |

### 50 meter fristil
| Plats | Simmare         | Land       | Tid    |
| ----- | --------------- | ---------- | ------ |
|       | Roland Schoeman | Sydafrika  | 22.03  |
|       | Brent Hayden    | Kanada     | + 0.16 |
|       | Brett Hawke     | Australien | + 0.28 |
| 4     | Mark Foster     | England    | + 0.46 |
| 5     | Eamon Sullivan  | Australien | + 0.58 |
| 6     | Matthew Rose    | Kanada     | + 0.62 |
|       | Ryk Neethling   | Sydafrika  | + 0.62 |
| 8     | Ashley Callus   | Australien | + 0.68 |

### 50 meter fristil (handikappade)
| Plats | Simmare                 | Land        | Tid        |
| ----- | ----------------------- | ----------- | ---------- |
|       | Matthew John Cowdrey    | Australien  | (3) + 1.22 |
|       | Benoît Huot             | Kanada      | (1) 24.84  |
|       | Matthew Benedict Walker | England     | (6) + 4.10 |
| 4     | David Roberts           | Wales       | (7) + 4.13 |
| 5     | Daniel Robert Sharp     | Nya Zeeland | (2) + 0.97 |
| 6     | Benjamin James Austin   | Australien  | (5) + 3.19 |
| 7     | Donovan Tildesley       | Kanada      | (4) + 2.90 |
| 8     | Alex James Harris       | Australien  | (8) + 5.72 |

- Idrottarens placering är beroende av både tiden den simmade på och omfattningen av dess handikapp.

### 100 meter fristil
| Plats | Simmare         | Land       | Tid    |
| ----- | --------------- | ---------- | ------ |
|       | Simon Burnett   | England    | 48.57  |
|       | Ryk Neethling   | Sydafrika  | + 0.63 |
|       | Roland Schoeman | Sydafrika  | + 0.67 |
| 4     | Brent Hayden    | Kanada     | + 0.81 |
| 5     | Eamon Sullivan  | Australien | + 1.01 |
| 6     | Ashley Callus   | Australien | + 1.21 |
| 7     | Kenrick Monk    | Australien | + 1.37 |
| 8     | Yannick Lupien  | Kanada     | + 2.50 |

### 100 meter fristil (handikappade)
| Plats | Simmare                 | Land        | Tid         |
| ----- | ----------------------- | ----------- | ----------- |
|       | Matthew John Cowdrey    | Australien  | (2) + 3.51  |
|       | Benoît Huot             | Kanada      | (1) 53.22   |
|       | David Roberts           | Wales       | (7) + 8.63  |
| 4     | Benjamin James Austin   | Australien  | (5) + 7.28  |
| 5     | Matthew Benedict Walker | England     | (8) + 10.49 |
| 6     | Sam Julian Bramham      | Australien  | (4) + 6.93  |
| 7     | Daniel Robert Sharp     | Nya Zeeland | (3) + 5.20  |
| 8     | Donovan Tildesley       | Kanada      | (6) + 8.29  |

- Idrottarens placering är beroende av både tiden den simmade på och omfattningen av dess handikapp.

### 200 meter fristil
| Plats | Simmare         | Land       | Tid     |
| ----- | --------------- | ---------- | ------- |
|       | Ross Davenport  | England    | 1:47.29 |
|       | Simon Burnett   | England    | + 0.09  |
|       | Brent Hayden    | Kanada     | + 0.12  |
| 4     | Richard Say     | Kanada     | + 0.15  |
| 5     | David Carry     | Skottland  | + 0.84  |
| 6     | Ryk Neethling   | Sydafrika  | + 1.48  |
| 7     | Andrew Hunter   | Skottland  | + 2.57  |
| 8     | Nicholas Ffrost | Australien | + 2.71  |

### 400 meter fristil
| Plats | Simmare        | Land       | Tid     |
| ----- | -------------- | ---------- | ------- |
|       | David Carry    | Skottland  | 3:48.17 |
|       | Andrew Hurd    | Kanada     | + 0.91  |
|       | David Davies   | Wales      | + 1.27  |
| 4     | Craig Stevens  | Australien | + 3.79  |
| 5     | Jean Basson    | Sydafrika  | + 4.12  |
| 6     | Mark Randall   | Sydafrika  | + 4.13  |
| 7     | Robert Renwick | Skottland  | + 5.87  |
| 8     | Ryan Cochrane  | Kanada     | + 6.07  |

### 1500 meter fristil
| Plats | Simmare           | Land       | Tid       |
| ----- | ----------------- | ---------- | --------- |
|       | David Davies      | Wales      | 14:57.63  |
|       | Andrew Hurd       | Kanada     | + 11.81   |
|       | Hercules Prinsloo | Sydafrika  | + 14.25   |
| 4     | Mark Randall      | Sydafrika  | + 18.31   |
| 5     | Ryan Cochrane     | Kanada     | + 24.31   |
| 6     | Craig Stevens     | Australien | + 24.47   |
| 7     | Travis Nederpelt  | Australien | + 43.75   |
| 8     | Mingzhe Cheah     | Singapore  | + 1:20.71 |

### 4 x 100 meter fristil stafett
| Plats | Simmare    | Land       | Tid     |
| ----- | ---------- | ---------- | ------- |
|       | Sydafrika  | Sydafrika  | 3:14.97 |
|       | Australien | Australien | + 0.57  |
|       | Kanada     | Kanada     | + 0.77  |
| 4     | England    | England    | + 4.59  |
| 5     | Skottland  | Skottland  | + 6.68  |
| 6     | Singapore  | Singapore  | + 16.22 |
| 7     | Jersey     | Jersey     | + 19.47 |
| 8     | Guernsey   | Guernsey   | + 22.10 |

### 4 x 200 meter fristil stafett
| Plats | Simmare    | Land       | Tid     |
| ----- | ---------- | ---------- | ------- |
|       | England    | England    | 7:14.14 |
|       | Skottland  | Skottland  | + 0.26  |
|       | Australien | Australien | + 0.85  |
| 4     | Kanada     | Kanada     | + 1.68  |
| 5     | Sydafrika  | Sydafrika  | + 13.87 |
| 6     | Jersey     | Jersey     | + 37.60 |
| 7     | Guernsey   | Guernsey   | + 43.42 |
| 8     | Singapore  | Singapore  | diskw.  |

### 200 meter medley
| Plats | Simmare        | Land        | Tid     |
| ----- | -------------- | ----------- | ------- |
|       | Gregor Tait    | Skottland   | 2:00.73 |
|       | Dean Kent      | Nya Zeeland | + 0.35  |
|       | Brian Johns    | Kanada      | + 0.83  |
| 4     | Leith Brodie   | Australien  | + 1.11  |
| 5     | David Carry    | Skottland   | + 1.33  |
| 6     | Bradley Ally   | Barbados    | + 1.72  |
| 7     | Euan Dale      | Skottland   | + 1.87  |
| 8     | Jeremy Knowles | Bahamas     | + 2.12  |

### 400 meter medley
| Plats | Simmare          | Land        | Tid     |
| ----- | ---------------- | ----------- | ------- |
|       | David Carry      | Skottland   | 4:15.98 |
|       | Euan Dale        | Skottland   | + 1.17  |
|       | Travis Nederpelt | Australien  | + 1.26  |
| 4     | Dean Kent        | Nya Zeeland | + 2.22  |
| 5     | Bradley Ally     | Barbados    | + 5.15  |
| 6     | Thomas Haffield  | Wales       | + 9.81  |
| 7     | Jeremy Knowles   | Bahamas     | + 10.74 |
| 8     | Shaune Fraser    | Caymanöarna | + 13.02 |

### 4 x 100 meter medley stafett
| Plats | Simmare     | Land        | Tid     |
| ----- | ----------- | ----------- | ------- |
|       | Australien  | Australien  | 3:34.37 |
|       | England     | England     | + 2.03  |
|       | Skottland   | Skottland   | + 5.38  |
| 4     | Kanada      | Kanada      | + 5.50  |
| 5     | Nya Zeeland | Nya Zeeland | + 6.38  |
| 6     | Sydafrika   | Sydafrika   | + 7.41  |
| 7     | Singapore   | Singapore   | + 21.71 |
| 8     | Jersey      | Jersey      | + 26.55 |

## Simning, damer

### 50 meter ryggsim
| Plats | Simmare          | Land        | Tid    |
| ----- | ---------------- | ----------- | ------ |
|       | Sophie Edington  | Australien  | 28.42  |
|       | Giaan Rooney     | Australien  | + 0.01 |
|       | Tayliah Zimmer   | Australien  | + 0.29 |
| 4     | Hannah McLean    | Nya Zeeland | + 0.47 |
| 5     | Elizabeth Coster | Nya Zeeland | + 1.06 |
| 6     | Landice Yestrau  | Kanada      | + 1.33 |
| 7     | Kiera Aitken     | Bermuda     | + 1.58 |
| 8     | Katy Sexton      | England     | + 1.63 |

### 100 meter ryggsim
| Plats | Simmare           | Land        | Tid     |
| ----- | ----------------- | ----------- | ------- |
|       | Sophie Edington   | Australien  | 1:00.93 |
|       | Giaan Rooney      | Australien  | + 0.49  |
|       | Melanie Marshall  | England     | + 0.62  |
| 4     | Hannah McLean     | Nya Zeeland | + 0.78  |
| 5     | Tayliah Zimmer    | Australien  | + 0.81  |
| 6     | Katy Sexton       | England     | + 1.23  |
| 7     | Kelly Stefanyshyn | Kanada      | + 1.78  |
| 8     | Melissa Corfe     | Sydafrika   | + 2.23  |

### 200 meter ryggsim
| Plats | Simmare          | Land        | Tid     |
| ----- | ---------------- | ----------- | ------- |
|       | Joanna Fargus    | Australien  | 2:10.36 |
|       | Melanie Marshall | England     | + 0.51  |
|       | Hannah McLean    | Nya Zeeland | + 2.11  |
| 4     | Sophie Edington  | Australien  | + 2.22  |
| 5     | Tayliah Zimmer   | Australien  | + 2.59  |
| 6     | Melissa Ingram   | Nya Zeeland | + 2.73  |
| 7     | Melissa Corfe    | Sydafrika   | + 3.31  |
| 8     | Katy Sexton      | England     | + 5.55  |

### 50 meter bröstsim
| Plats | Simmare           | Land        | Tid    |
| ----- | ----------------- | ----------- | ------ |
|       | Leisel Jones      | Australien  | 30.55  |
|       | Jade Edmistone    | Australien  | + 0.29 |
|       | Tarnee White      | Australien  | + 0.71 |
| 4     | Zoe Baker         | Nya Zeeland | + 0.90 |
| 5     | Kate Haywood      | England     | + 1.29 |
| 6     | Suzaan van Biljon | Sydafrika   | + 1.35 |
| 7     | Lauren van Oosten | Kanada      | + 1.58 |
| 8     | Lowri Tynan       | Wales       | + 2.24 |

### 100 meter bröstsim
| Plats | Simmare           | Land       | Tid     |
| ----- | ----------------- | ---------- | ------- |
|       | Leisel Jones      | Australien | 1:05.09 |
|       | Jade Edmistone    | Australien | + 2.15  |
|       | Kirsty Balfour    | Skottland  | + 2.74  |
| 4     | Tarnee White      | Australien | + 2.86  |
| 5     | Suzaan van Biljon | Sydafrika  | + 3.33  |
| 6     | Kate Haywood      | England    | + 4.19  |
| 7     | Lauren Van Oosten | Kanada     | + 4.34  |
| 8     | Kerry Buchan      | Skottland  | + 4.40  |

### 200 meter bröstsim
| Plats | Simmare              | Land       | Tid     |
| ----- | -------------------- | ---------- | ------- |
|       | Leisel Jones         | Australien | 2:20.72 |
|       | Kirsty Balfour       | Skottland  | + 3.32  |
|       | Suzaan van Biljon    | Sydafrika  | + 4.67  |
| 4     | Brooke Hanson        | Australien | + 6.57  |
| 5     | Sally Foster         | Australien | + 8.65  |
| 6     | Tamaryn Laubscher    | Sydafrika  | + 11.00 |
| 7     | Jean-Marie Neethling | Sydafrika  | + 11.75 |
| 8     | Kerry Buchan         | Skottland  | + 12.98 |

### 50 meter fjärilsim
| Plats | Simmare               | Land        | Tid    |
| ----- | --------------------- | ----------- | ------ |
|       | Danni Miatke          | Australien  | 26.43  |
|       | Jessicah Schipper     | Australien  | + 0.22 |
|       | Alice Mills           | Australien  | + 0.35 |
|       | Lize-Mari Retief      | Sydafrika   | + 0.35 |
| 5     | Li Tao                | Singapore   | + 0.63 |
| 6     | Amanda Loots          | Sydafrika   | + 1.19 |
| 7     | Nichola Chellingworth | Nya Zeeland | + 1.24 |
| 8     | Genevieve Saumur      | Kanada      | + 1.38 |

### 100 meter fjärilsim
| Plats | Simmare           | Land       | Tid    |
| ----- | ----------------- | ---------- | ------ |
|       | Jessicah Schipper | Australien | 57.48  |
|       | Lisbeth Lenton    | Australien | + 0.32 |
|       | Audrey Lacroix    | Kanada     | + 1.41 |
| 4     | Alice Mills       | Australien | + 1.73 |
| 5     | Terri Dunning     | England    | + 1.86 |
| 6     | Amanda Loots      | Sydafrika  | + 2.45 |
| 7     | Jemma Lowe        | Wales      | + 3.04 |
| 8     | Li Tao            | Singapore  | + 3.15 |

### 200 meter fjärilsim
| Plats | Simmare           | Land       | Tid     |
| ----- | ----------------- | ---------- | ------- |
|       | Jessicah Schipper | Australien | 2:06.09 |
|       | Felicity Galvez   | Australien | + 2.07  |
|       | Terri Dunning     | England    | + 3.78  |
| 4     | Audrey Lacroix    | Kanada     | + 3.87  |
| 5     | Amanda Loots      | Sydafrika  | + 6.31  |
| 6     | Jemma Lowe        | Wales      | + 7.66  |
| 7     | Li Tao            | Singapore  | + 9.76  |
| 8     | Bethan Coole      | Wales      | + 9.84  |

### 50 meter fristil
| Plats | Simmare               | Land        | Tid    |
| ----- | --------------------- | ----------- | ------ |
|       | Lisbeth Lenton        | Australien  | 24.61  |
|       | Jodie Henry           | Australien  | + 0.11 |
|       | Alice Mills           | Australien  | + 0.42 |
| 4     | Victoria Poon         | Kanada      | + 1.04 |
| 5     | Lauren Roets          | Sydafrika   | + 1.24 |
| 6     | Nichola Chellingworth | Nya Zeeland | + 1.28 |
| 7     | Erica Morningstar     | Kanada      | + 1.61 |
| 8     | Alison Fitch          | Nya Zeeland | diskw. |

### 50 meter fristil (handikappade)
| Plats | Simmare                      | Land       | Tid        |
| ----- | ---------------------------- | ---------- | ---------- |
|       | Natalie Du Toit              | Sydafrika  | (5) + 0.95 |
|       | Anne Polinario               | Kanada     | (2) + 0.31 |
|       | Annabelle Josephine Williams | Australien | (8) + 1.93 |
| 4     | Valerie Grandmaison          | Kanada     | (1) 28.32  |
| 5     | Katrina Maria Lewis          | Australien | (7) + 1.32 |
| 6     | Chelsey Marie Gotell         | Kanada     | (3) + 0.74 |
| 7     | Prudence Elise Watt          | Australien | (4) + 0.75 |
| 8     | Rhiannon Elizabeth Henry     | Wales      | (6) + 1.11 |

- Idrottarens placering är beroende av både tiden den simmade på och omfattningen av dess handikapp.

### 100 meter fristil
| Plats | Simmare           | Land       | Tid    |
| ----- | ----------------- | ---------- | ------ |
|       | Lisbeth Lenton    | Australien | 53.54  |
|       | Jodie Henry       | Australien | + 0.24 |
|       | Alice Mills       | Australien | + 0.77 |
| 4     | Francesca Halsall | England    | + 1.86 |
|       | Erica Morningstar | Kanada     | + 1.86 |
| 6     | Rosalind Brett    | England    | + 2.48 |
| 7     | Genevieve Saumur  | Kanada     | + 2.75 |
| 8     | Lauren Roets      | Sydafrika  | + 2.79 |

### 100 meter fristil (handikappade)
| Plats | Simmare                  | Land       | Tid         |
| ----- | ------------------------ | ---------- | ----------- |
|       | Natalie Du Toit          | Sydafrika  | (2) + 0.79  |
|       | Valerie Grandmaison      | Kanada     | (1) 1:01.02 |
|       | Anne Polinario           | Kanada     | (6) + 2.08  |
| 4     | Rhiannon Elizabeth Henry | Wales      | (3) + 1.49  |
| 5     | Katrina Maria Lewis      | Australien | (7) + 3.41  |
| 6     | Chelsey Marie Gotell     | Kanada     | (4) + 1.75  |
| 7     | Prudence Elise Watt      | Australien | (5) + 1.93  |
| 8     | Lichelle Jade Clarke     | Australien | (8) + 12.03 |

- Idrottarens placering är beroende av både tiden den simmade på och omfattningen av dess handikapp.

### 200 meter fristil
| Plats | Simmare            | Land        | Tid     |
| ----- | ------------------ | ----------- | ------- |
|       | Caitlin McClatchey | Skottland   | 1:57.25 |
|       | Lisbeth Lenton     | Australien  | + 0.26  |
|       | Melanie Marshall   | England     | + 0.86  |
| 4     | Bronte Barratt     | Australien  | + 2.08  |
| 5     | Linda MacKenzie    | Australien  | + 2.24  |
| 6     | Joanne Jackson     | England     | + 2.34  |
| 7     | Sophie Simard      | Kanada      | + 3.08  |
| 8     | Lauren Boyle       | Nya Zeeland | + 3.65  |

### 400 meter fristil
| Plats | Simmare            | Land       | Tid     |
| ----- | ------------------ | ---------- | ------- |
|       | Caitlin McClatchey | Skottland  | 4:07.69 |
|       | Joanne Jackson     | England    | + 0.67  |
|       | Bronte Barratt     | Australien | + 0.96  |
| 4     | Linda MacKenzie    | Australien | + 2.12  |
| 5     | Kylie Palmer       | Australien | + 4.05  |
| 6     | Brittany Reimer    | Kanada     | + 6.91  |
| 7     | Rebecca Cooke      | England    | + 7.92  |
| 8     | Maya Beaudry       | Kanada     | + 11.75 |

### 800 meter fristil
| Plats | Simmare         | Land       | Tid     |
| ----- | --------------- | ---------- | ------- |
|       | Rebecca Cooke   | England    | 8:29.50 |
|       | Melissa Gorman  | Australien | + 1.29  |
|       | Brittany Reimer | Kanada     | + 8.55  |
| 4     | Keri-Anne Payne | England    | + 8.74  |
| 5     | Wendy Trott     | Sydafrika  | + 9.68  |
| 6     | Sarah Paton     | Australien | + 15.85 |
| 7     | Caroline South  | Australien | + 16.80 |
| 8     | Jazmin Carlin   | Wales      | + 20.20 |

### 4 x 100 meter fristil stafett
| Plats | Simmare                                             | Land        | Tid     |
| ----- | --------------------------------------------------- | ----------- | ------- |
|       | Lisbeth Lenton Jodie Henry Alice Mills Shayne Reese | Australien  | 3:36.49 |
|       | England                                             | England     | + 6.20  |
|       | Kanada                                              | Kanada      | + 6.35  |
| 4     | Nya Zeeland                                         | Nya Zeeland | + 7.00  |
| 5     | Sydafrika                                           | Sydafrika   | + 11.50 |
| 6     | Singapore                                           | Singapore   | + 17.66 |

### 4 x 200 meter fristil stafett
| Plats | Simmare                                                    | Land        | Tid     |
| ----- | ---------------------------------------------------------- | ----------- | ------- |
|       | Lisbeth Lenton Bronte Barratt Linda MacKenzie Leisel Jones | Australien  | 7:56.68 |
|       | England                                                    | England     | + 4.55  |
|       | Nya Zeeland                                                | Nya Zeeland | + 5.52  |
| 4     | Kanada                                                     | Kanada      | + 5.56  |
| 5     | Sydafrika                                                  | Sydafrika   | + 22.75 |
| 6     | Wales                                                      | Wales       | + 25.95 |
| 7     | Singapore                                                  | Singapore   | + 44.60 |

### 200 meter medley
| Plats | Simmare              | Land        | Tid     |
| ----- | -------------------- | ----------- | ------- |
|       | Stephanie Rice       | Australien  | 2:12.90 |
|       | Brooke Hanson        | Australien  | + 0.72  |
|       | Lara Carroll         | Australien  | + 0.96  |
| 4     | Terri Dunning        | England     | + 2.89  |
| 5     | Helen Norfolk        | Nya Zeeland | + 3.59  |
| 6     | Jean-Marie Neethling | Sydafrika   | + 4.74  |
| 7     | Hannah Miley         | Skottland   | + 4.93  |
| 8     | Julie Gould          | Wales       | + 7.71  |

### 400 meter medley
| Plats | Simmare         | Land        | Tid     |
| ----- | --------------- | ----------- | ------- |
|       | Stephanie Rice  | Australien  | 4:41.91 |
|       | Rebecca Cooke   | England     | + 2.69  |
|       | Jennifer Reilly | Australien  | + 5.22  |
| 4     | Hannah Miley    | Skottland   | + 6.04  |
| 5     | Helen Norfolk   | Nya Zeeland | + 6.18  |
| 6     | Keri-Anne Payne | England     | + 9.40  |
| 7     | Julie Gould     | Wales       | + 9.99  |
| 8     | Lorna Smith     | Skottland   | + 19.58 |

### 4 x 100 meter medley stafett
| Plats | Simmare                                                       | Land        | Tid       |
| ----- | ------------------------------------------------------------- | ----------- | --------- |
|       | Sophie Edington Leisel Jones Jessicah Schipper Lisbeth Lenton | Australien  | 3:56.30   |
|       | England                                                       | England     | + 8.31    |
|       | Kanada                                                        | Kanada      | + 9.65    |
| 4     | Nya Zeeland                                                   | Nya Zeeland | + 10.00   |
| 5     | Sydafrika                                                     | Sydafrika   | + 10.30   |
| 6     | Skottland                                                     | Skottland   | + 15.70   |
| 7     | Singapore                                                     | Singapore   | + 21.00   |
| 8     | Sri Lanka                                                     | Sri Lanka   | + 1:07.35 |

## Konstsim, damer

### Solo
| Plats | Namn                       | Land        | Poäng  |
| ----- | -------------------------- | ----------- | ------ |
|       | Marie Pier Boudreau Gagnon | Kanada      | 93.833 |
|       | Jenna Randall              | England     | 85.334 |
|       | Irena Olevsky              | Australien  | 83.833 |
| 4     | Lisa Daniels               | Nya Zeeland | 81.500 |
| 5     | Shareen Png                | Malaysia    | 79.000 |
| 6     | Shannon Crowder            | Sydafrika   | 76.333 |
| 7     | Avani Kardam Dave          | Indien      | 48.334 |

### Duett
| Plats | Namn                                         | Land        | Poäng  |
| ----- | -------------------------------------------- | ----------- | ------ |
|       | Marie Pier Boudreau Gagnon Isabelle Rampling | Kanada      | 92.500 |
|       | Dannielle Liesch Irena Olevsky               | Australien  | 84.000 |
|       | Lisa Daniels Nina Daniels                    | Nya Zeeland | 83.667 |
| 4     | Olivia Allison Jenna Randall                 | England     | 82.167 |
| 5     | Zyanne Lee Shareen Png                       | Malaysia    | 78.334 |
| 6     | Derryn Semple Kendra Semple                  | Sydafrika   | 73.833 |

## Medaljliga
| Plats | Land             | Guld | Silver | Brons | totaal |
| ----- | ---------------- | ---- | ------ | ----- | ------ |
| 1     | Australien       | 19   | 19     | 18    | 56     |
| 2     | England          | 8    | 12     | 4     | 24     |
| 3     | Skottland        | 6    | 3      | 3     | 12     |
| 4     | Sydafrika        | 5    | 2      | 5     | 12     |
| 5     | Kanada           | 3    | 7      | 8     | 18     |
| 6     | Nya Zeeland      | 1    | 2      | 4     | 7      |
| 7     | Wales            | 1    | 0      | 2     | 3      |
| 8     | Papua Nya Guinea | 1    | 0      | 0     | 1      |